# Palacio del Horto Florestal
El Palacio del Horto Florestal es la residencia oficial de verano del gobernador del Estado de São Paulo. Está ubicado en el Horto Florestal de la ciudad de São Paulo, al pie de la Serra da Cantareira. El edificio fue erigido en la década de 1930, para servir como sede del administrador del entonces Servicio Forestal (actual Instituto Forestal). En 1949, un decreto del gobierno lo convirtió en residencia de verano.
Además de albergar autoridades políticas, el palacio forma parte del Acervo Artístico-Cultural de los Palacios de Gobierno, junto con el Palacio de los Bandeirantes (sede del poder ejecutivo estatal) y el Palacio de Boa Vista (residencia de invierno del gobernador, en Campos do Jordão). Tiene una colección de estudios botánicos, pinturas de paisajes y flores, muebles de madera noble y especies de plantas raras, abierto a los visitantes con cita previa.

## Historia
En 1890, con el objetivo de preservar la selva y los manantiales en la región de la Serra da Cantareira, al norte de la ciudad de São Paulo, el gobierno del estado, bajo la dirección de Bernardino de Campos, expropió varias haciendas existentes en la zona, entre ellas Pedra Branca, perteneciente al comerciante Pedro Borges. En su momento, una comisión mixta de expertos, integrada por Alberto Loefgren, Orville Derby y Ramos de Azevedo, entre otros, emitió un dictamen según el cual la finca expropiada sería ideal para albergar el Horto Botânico de São Paulo. Inaugurado el 10 de febrero de 1896, el parque recibiría tiempo después la administración del Servicio Forestal.
En la década de 1930, se construyó un edificio cerca del lago de Horto, con el objetivo de ser la casa del administrador del Servicio Forestal. En 1949, sin embargo, debido a su ubicación privilegiada, así como al clima templado, el lugar fue transformado por decreto en la residencia de verano del gobernador, durante la administración Ademar Pereira de Barros.
Desde entonces, el Palacio ha sufrido varias remodelaciones, la más reciente en marzo de 1985, para albergar al presidente electo Tancredo Neves. Entre los exgobernadores que se hospedaron en el palacio están Jânio Quadros, Abreu Sodré, André Franco Montoro y, más recientemente, Orestes Quércia y Luiz Antônio Fleury Filho.

## Arquitectura
Palácio do Horto tiene una arquitectura ecléctica, combinando elementos interiores de chalets suizos con un exterior de estilo inglés. En alusión a las características de su fachada, el edificio a veces se denomina “Casa das Janelas Verdes”. Sus salas exhiben valiosos grabados, muebles nobles y raros ejemplares. Alrededor de la casa hay un gran jardín, con un 90% de árboles autóctonos, separado de la zona de Horto Florestal.
En la década de 1960, se construyó un edificio anexo para albergar a la policía militar durante la estancia de gobernadores y otras autoridades, llamado Casa da Guarda. Actualmente es un destacamento fijo de la Policía Militar de São Paulo.

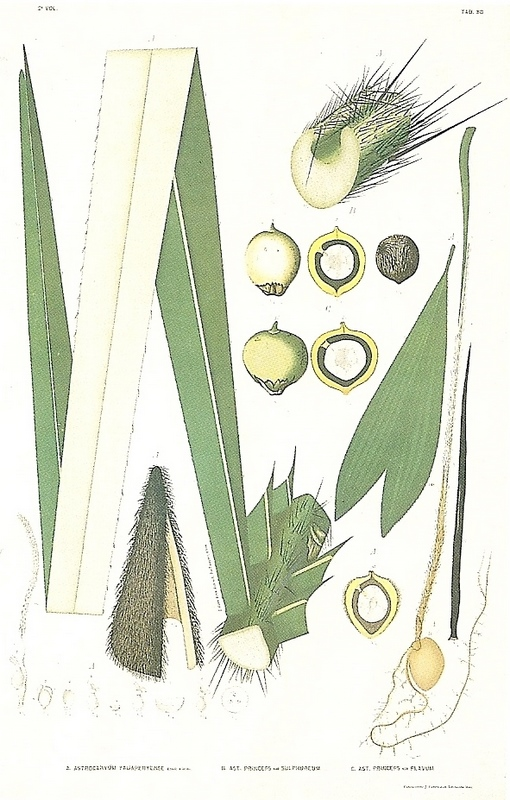
Estudio botánico de João Barbosa Rodrigues. Colección del Palacio de Horto Florestal.

La colección Palácio do Horto tiene su origen en las adquisiciones realizadas en los años 1970 por el gobierno del estado para decorar sus instalaciones, además de la reorganización de las colecciones de objetos históricos y artísticos emprendida después de la creación oficial de la Colección del Palacio de Gobierno de São Paulo, a mediados de los años 1980.
Está compuesto por pinturas de artistas brasileños, como Cláudio Tozzi y Di Cavalcanti, que representan paisajes, flores y animales, de acuerdo con el entorno donde se encuentra el palacio. También cuenta con muebles y objetos de artes aplicadas, con un objetivo decorativo y funcional. Sin embargo, el mayor destaque de la colección pertenece a un raro y amplio conjunto de litografías de estudios botánicos, realizadas por João Barbosa Rodrigues, referentes a la catalogación de varias especies de palmeras encontradas en el territorio nacional.